# 梅特菲爾德格林 (堪薩斯州)
梅特菲爾德格林（英語：Matfield Green）是一個位於美國堪薩斯州蔡斯縣的城市。

## 地方資料
根據2020年美國人口普查的數據，梅特菲爾德格林的面積為0.37平方千米，當中陸地面積為0.37平方千米，而水域面積為0.00平方千米。當地共有人口49人，而人口密度為每平方千米132.43人。